# Gustave Garrigou
Cyprien Gustave Garrigou, francoski kolesar, * 24. september 1884, Vabre-Tizac, Aveyron, † 23. januar 1963, Esbly, Seine-et-Marne.
Garrigou je bil eden najboljših profesinalnih kolesarjev v njegovem času. Osemkrat je bil prisoten na dirki po Franciji, od tega ima eno skupno zmago. Od 117 etap je zmagal osemkrat, 96-krat je bil med prvih deset, 65-krat med prvih pet.

## Kariera
Garrigou je bil s svojo suho postavo dober hribolazec, vendar je pokazal svojo moč tudi na ravninskih etapah. Imel je nenavadno lastnost hitrega okrevanja. Že kot amater je dobil kolesarski dirki Pariz-Amiens in Pariz-Dieppe. Leta 1907 je prešel med profesionalce, tega leta je zmagal na francoskem državnem prvenstvu (prav tako naslednje leto), poleg tega pa dobil tudi dirke po Lombardiji, Pariz-Bruselj, na samem Touru pa je bil že drugi.
Leta 1911 je na Touru zmagal potem, ko je preživel ne le samo dirko pač pa tudi grožnje s smrtjo. Navijači drugega francoskega kolesarja Paula Duboca so namreč verjeli, da je bil Garrigou kot tisti, ki bi najbolj profitiral, v ozadju incidenta, v katerem se je Duboc zrušil v Pirenejih in bil eno uro v agoniji potem, ko se je zastrupil. Krivec se je naposled našel v rivalski ekipi. Čustva so prišla do vrelišča v Rouenu, kjer je Duboc živel. V mestu so se pojavila sporočila, v katerih je bil poudarek na tem, da bi moral Tour voditi Duboc, če ga ne bi zastrupili, ves gnev pa naprtila Garrigouu. Pri vožnji skozi mesto so tri spremljevalna vozila poskrbela za pregrajo med njim in množico ljudi, dokler niso prišli iz mesta.
Njegova kariera se je končala s prvo svetovno vojno.

## Dosežki
- 1907

Tour de France - zmaga v 10. in 12. etapi, skupno drugi
Giro di Lombardia - skupno prvi
Pariz-Bruselj - zmaga
- 1908

Tour de France - skupno četrti
- 1909

Tour de France - zmaga v 12. etapi, skupno drugi
- 1910

Tour de France - zmaga v 13. etapi, skupno tretji
- 1911

Milano-San Remo - zmaga
Tour de France - zmaga v 1. in 13. etapi, skupno prvi
- 1912

Pariz-Roubaix - drugo mesto
Tour de France - skupno tretji
- 1913

Tour de France - zmaga v 8. etapi, skupno drugi
- 1914

Tour de France - zmaga v 11. etapi, skupno peti